# سروکاج مولر
سروکاج مولر (نام علمی: Callitris muelleri) نام یک گونه از سرده سروکاج‌ها است.